# Campeonato Sudamericano de Voleibol Masculino Sub-21 de 2004
El XVII Campeonato Sudamericano de Voleibol Masculino Sub-21 de 2004 será un torneo de selecciones que se llevará a cabo en Santiago de Chile, Chile del 27 de septiembre al 3 de octubre de 2004. El torneo es organizado por la Confederación Sudamericana de Voleibol (CSV) y otorga dos cupos para el Campeonato Mundial de Voleibol Masculino Sub-21 de 2005.

## Equipos participantes
- Argentina
- Bolivia
- Brasil
- Chile
- Colombia
- Ecuador
- Paraguay
- Perú
- Uruguay
- Venezuela

## Primera Fase

### Grupo A
– Clasificados a la Semifinales. 
     – Pasan a disputar la clasificación del 5.º al 8.º lugar.

## Fase Final

### Final 1° y 3° puesto
|  | Semifinales | Semifinales |   |           | Final      | Final |  |
|  |             |             |   |           |            |       |  |
|  |             |             |   |           |            |       |  |
|  |             |             |   |           |            |       |  |
|  | Brasil      | 3           |   |           |            |       |  |
|  | Venezuela   | 0           |   |           |            |       |  |
|  |             |             |   |           |            |       |  |
|  |             |             |   |           |            |       |  |
|  |             |             |   |           | Brasil     | 3     |  |
|  |             | Argentina   | 1 |           |            |       |  |
|  |             |             |   |           |            |       |  |
|  |             |             |   |           |            |       |  |
|  |             |             |   |           | 3.º puesto |       |  |
|  |             |             |   |           |            |       |  |
|  | Argentina   | 3           |   | Venezuela | 3          |       |  |
|  | Chile       | 0           |   |           | Chile      | 0     |  |

### Resultados
| Fase      | Fecha    | Encuentro          | Resultado | Set   | Set   | Set   | Set   | Set | Puntuación total |
| Fase      | Fecha    | Encuentro          | Resultado | 1     | 2     | 3     | 4     | 5   | Puntuación total |
| --------- | -------- | ------------------ | --------- | ----- | ----- | ----- | ----- | --- | ---------------- |
| Semifinal | 02-10-04 | Brasil- Venezuela  | 3 - 0     | 25:12 | 25:23 | 25:18 |       |     | 75 - 53          |
| Semifinal | 02-10-04 | Argentina - Chile  | 3 - 0     | 25:18 | 25:23 | 25:22 |       |     | 75 - 60          |
| 3° lugar  | 03-10-04 | Venezuela - Chile  | 3 - 0     | 25:21 | 25:12 | 25:17 | :     | :   | 75 - 50          |
| Final     | 03-10-04 | Brasil - Argentina | 3 - 1     | 25:20 | 20:25 | 25:20 | 26:24 | :   | 96 - 89          |

## Campeón
| Brasil            |
| Campeón           |
| Brasil 14° título |

## Posiciones finales
| Pos | Equipo    |
| --- | --------- |
|     | Brasil    |
|     | Argentina |
|     | Venezuela |
| 4   | Chile     |
| 5   | Colombia  |
| 6   | Paraguay  |
| 7   | Perú      |
| 8   | Ecuador   |
| 9   | Bolivia   |
| 10  | Uruguay   |

## Clasificados alCampeonato Mundial de Voleibol Masculino sub-21 de 2005
| Bandera de Brasil |
| Brasil            |